# Orfizam
Orfizam je umjetnički avangardistički pokret nastao 1911. u Francuskoj. Dobio je naziv prema mitskom pjevaču/sviraču Orfeju. Orfisti rabe uglavnom «apstraktne» krugove, tj. prstenove različitih svijetlih boja, nalik ponekad dugi ili širenju valova zvuka. Orfističke slike nisu nikad posve nepredmetne, jer je na kompozicijama uvijek ostala barem neznatna okosnica oblika prepoznatljive zbilje: rastvoren prozor, Eiffelov toranj, zrakoplov ili što drugo. Glavni predstavnici orfizma su Robert Delaunay i Sonia Delaunay.